# Puig de la Grava
Ne doit pas être confondu avec Pic de la Grave.
 (janvier 2023).
Si vous disposez d'ouvrages ou d'articles de référence ou si vous connaissez des sites web de qualité traitant du thème abordé ici, merci de compléter l'article en donnant les références utiles à sa vérifiabilité et en les liant à la section « Notes et références ».
Le puig de la Grava ou pic de la Grava (pic de la Grave en français) est une montagne des Pyrénées culminant à 2 671 m à la frontière des départements français de l'Ariège et des Pyrénées-Orientales.

## Toponymie
La puig de la Grava est un nom catalan, la langue traditionnelle de la région au sud du pic en Haute-Cerdagne (Pyrénées-Orientales).
Comme la plupart des lieux des Pyrénées-Orientales, son nom est francisé, en « pic de Lagrave » sur la carte IGN de 1950. À partir des années 1980, l'IGN revient aux noms originaux en catalan. Les dernières cartes françaises mentionnent puig de la Grava.
Le mot pic existe aussi en catalan. La différence entre puig et pic est qu'à l'origine puig désignait plutôt un sommet arrondi. Mais pic a souvent remplacé puig sans respecter la distinction. Le toponyme catalan grava est un calque du latin populaire grava, qui désigne une rivière dont le lit contient de nombreux galets ou du gravier. Il a donné de nombreux noms de lieux en France mais peu en Catalogne. Le puig domine le riu de la Grava qui donne naissance au fleuve Têt.

## Géographie

### Situation
Le puig de la Grava fait partie du massif du Carlit, aux confins des régions naturelles de Cerdagne, du Capcir et du Conflent. Il est situé à cheval sur les communes d'Orlu et d'Angoustrine-Villeneuve-des-Escaldes.
Il constitue une limite entre les territoires du Sabarthès et de la Haute-Cerdagne, ainsi qu'entre les zones de parler languedocien et catalan.
Il surplombe la portella de la Grava (2 426 m) située juste au sud et empruntée le sentier de grande randonnée 10. On y accède à pied depuis Porté-Puymorens (via l'étang de Lanoux), Orlu (via les étangs d'en Beys) ou Mont-Louis (via le lac des Bouillouses), et le coll de la Grava, col situé à l'est.

### Hydrographie
Le sommet, matérialisé par un cairn, marque le point triple entre trois bassins versants : celui de la Garonne (via son affluent l'Ariège) au nord, celui de la Têt au sud-est et celui de l'Èbre (via son sous-affluent le Carol) au sud-ouest.
La Têt et l'Èbre se jettent dans la mer Méditerranée tandis que la Garonne se jette dans l'océan Atlantique : le puig de la Grava est donc situé sur la principale ligne de partage des eaux européenne. La ligne de partage des eaux Atlantique/Méditerranée bifurque vers le nord (vers le seuil de Naurouze) pendant que la crête principale des Pyrénées continue vers le sud, via le col de la Perche, le pic du Géant, et le col du Perthus jusqu'à atteindre la mer Méditerranée.

## Randonnée
Situé entre le GR 7 et le GR 10 ici très proches et environné de nombreux étangs d'altitude, le pic constitue en quelque sorte une balise pour de nombreuses randonnées, notamment depuis ou vers les refuges gardés des Bésines, d'en Beys en Ariège, de Camporells ou des Bouillouses dans les Pyrénées-Orientales, certains secteurs étant difficiles.